# Helmut-Schmidt-Zukunftspreis
Der Helmut-Schmidt-Zukunftspreis ist ein seit 2022 verliehener Preis für innovative Leistungen in den Bereichen Gesellschaft, Demokratie und Technologie.

## Dotierung und Charakteristik
Der mit 20.000 Euro dotierte Preis wird jährlich vom Zeit Verlag zusammen mit der Bundeskanzler-Helmut-Schmidt-Stiftung und der Hamburger Denkfabrik The New Institute verliehen. Ausgezeichnet werden internationale Persönlichkeiten für ihr Schaffen für Demokratie und Gemeinwohl.

## Preisträger
- 2022: Die ugandische Klimaaktivistin Vanessa Nakate, die internationale Kampagnen durchführt und so sensibilisiert für die Auswirkungen des Klimawandels, die in Afrika bereits besonders spürbar sind.[3][4]
- 2023: Die finnische Ministerpräsidentin Sanna Marin, die Finnland höchst effektiv durch die Corona-Pandemie gebracht und in die NATO geführt hat.[5]
- 2024: Die US-amerikanische KI-Forscherin, Managerin und Beraterin Meredith Whittaker, die sich für eine verantwortungs- und menschengerechte Entwicklung der KI einsetzt.[6]
- 2025: Die deutsche Choreografin, Tänzerin und Regisseurin Sasha Waltz sowie der dänisch-isländische Bildende Künstler, Designer und Architekt öffentlicher Räume Olafur Eliasson für ihre kulturellen Innovationen gewürdigt, mit denen sie sich für den Schutz von Demokratie und Natur sowie für die liberale Gesellschaft einsetzen.[7]

## Jury 2024
Jurymitglieder:
- Alexander Birken (Vorstandsvorsitzender der Otto Group)
- Antje Boëtius (Direktorin des Alfred-Wegener-Instituts (AWI) am Helmholtz-Zentrum für Polar- und Meeresforschung)
- Francesca Bria (Innovationsökonomin)
- Uwe Jean Heuser (Zeit-Ressortleiter Green und Herausgeber von Zeit für Unternehmer)
- Sanna Marin, ehemalige Ministerpräsidentin von Finnland und Beraterin für das Tony Blair Institute for Global Change
- Aala Murabit (Direktorin für Gesundheit bei der Gates-Stiftung, UN-Kommissarin für Gesundheit, Beschäftigung und Wirtschaftswachstum und UN-Botschafterin der SDGs)
- Vanessa Nakate (Klimaaktivistin)
- Erck Rickmers (The New Institute)

## Ehemalige Juroren
Jurymitglieder:
- Christoph Gottschalk (Senior Advisor on Policy, Communications and Leadership)
- Igor Levit (Pianist)[9]
- Meik Woyke (Vorstandsvorsitzender und Geschäftsführer der Bundeskanzler-Helmut-Schmidt-Stiftung)
- Carsten Brosda (Senator der Behörde für Kultur und Medien der Freien und Hansestadt Hamburg)
- Max Hollein (Direktor des Metropolitan Museum of Art)
- Nina-Kathrin Wienkoop (Bundeskanzler-Helmut-Schmidt-Stiftung)
- Daniel Ziblatt (Eaton-Professor für Regierungswissenschaften an der Harvard-Universität)